# Зубная фея
Зубна́я фея (нем. Zahnfee, англ. tooth fairy) — сказочный персонаж, традиционный для англоязычных стран. Зубная фея, как гласит легенда, даёт ребёнку небольшую сумму денег (или иногда подарок) вместо выпавшего у ребёнка молочного зуба, положенного под подушку, иногда может принимать облик родителей, чтоб ребёнку было спокойнее, если он вдруг проснётся.
Сказку о мышонке Пересе — персонаже, аналогичном зубной фее — придумал испанский писатель Луис Колома.

## Ритуал
Главная польза от зубной феи состоит в том, что ребёнок получает компенсацию за боль или неприятности, которыми сопровождается потеря зуба. Кроме того, он привыкает следить за собой, что ему может пригодиться позже.

## Зубная фея в литературе
- Грэм Джойс «Зубная фея»
- Терри Пратчетт «Роковая музыка»
- Терри Пратчетт «Санта-Хрякус»

## В кинематографе
Комедийный телевизионный фильм 1997 года «Зубная фея», в котором Кёрсти Элли играет дантиста, который неохотно становится зубной феей.
В эпизоде Зуб за зуб зубной феи 2000 сериала «Южный парк» Эрик Картман притворялся зубной феей, чтобы воровать деньги у детей.
В мультсериале «Aqua Teen Hunger Force» канала Adult Swim Тефтель, Мастер Шейк и Фрай украли зубы Creature из Plaque Lagoon, пытаясь стать богатыми в попытке вовлечения к грабежу Зубной Феи, в эпизоде Creature from Plaque Lagoon.
В мультфильме Nickelodeon «Волшебные родители» Йорген Фон Стренгл (Jorgen Von Strangle) женат на зубной фее.
В Санта Клаус 2 и Санта Клаус 3, Зубная Фея — часть Совета Легендарных Иллюстраций, наряду с Санта Клаусом, Пасхальным Кроликом, Купидоном, Матерью Природой, Отцом Временем и Песочным Человеком. В отличие от большинства описаний зубной феи, как фея женского пола, эта фея — мужчина.
В фильме 2002 года «Красный дракон» (по одноимённому роману Томаса Харриса) журналисты прозвали маньяка Зубной феей (в одном книжном переводе — «зубастый пария»).
В фильме «Хеллбой 2: Золотая армия» зубные феи изображены как маленькие, голодные существа, любящие кальций. Они едят живых людей, начиная с зубов, чтобы добраться до костей.
В фильме 2010 года «Зубная Фея» сыграл Дуэйн Джонсон играет хоккеиста низшей лиги, призвание которого выбивать зубы противникам. Его неверие в волшебство приводят его к необычному наказанию: он должен стать зубной феей на две недели.
В мультфильме 2012 года «Хранители снов» Зубная фея наряду с другими сказочными персонажами спасает мир от злого духа Кромешника.
В американском телесериале 2013—2015 годов «Ганнибал» (по одноимённому роману Томаса Харриса) серийный убийца Фрэнсис Долархайд также носит прозвище «Зубная фея».
В мультфильме 2025 года «Тайна зубных фей».
По этой теме были сняты многочисленные фильмы, главным образом ужасы. Например — «Темнота наступает» (2003), фильм Джонатана Либесмана, в котором злой дух женщины принимает форму «Зубной Феи» и начинает охоту. Другой пример — «Древнее проклятие», снятый Чаком Боуманом. В этом фильме мёртвая женщина убивает детей, чтобы получить их зубы. Фильм, снятый в 2010 году, «Не бойся темноты» повествует о ещё одном варианте интерпретации на тему зубных фей.